# モンテムッロ
モンテムッロ（イタリア語: Montemurro）は、イタリア共和国バジリカータ州ポテンツァ県にある、人口約1,200人の基礎自治体（コムーネ）。

## 地理

### 位置・広がり

#### 隣接コムーネ
隣接するコムーネは以下の通り。
- アルメント
- コルレート・ペルティカーラ
- グルメント・ノーヴァ
- サン・マルティーノ・ダグリ
- スピノーゾ
- ヴィッジャーノ